# ابرچیردر
ابرچیردر (به انگلیسی: Aberchirder) یک روستا در اسکاتلند است که در آبردین‌شایر واقع شده‌است. ابرچیردر ۱٬۱۴۹ نفر جمعیت دارد.